# Platycheirus atra
Platycheirus atra är en tvåvingeart som först beskrevs av Charles Howard Curran 1925.  Platycheirus atra ingår i släktet fotblomflugor, och familjen blomflugor.
Artens utbredningsområde är Colorado. Inga underarter finns listade i Catalogue of Life.